# Hierarquia na Polícia e Corpo de Bombeiros Militar do Brasil

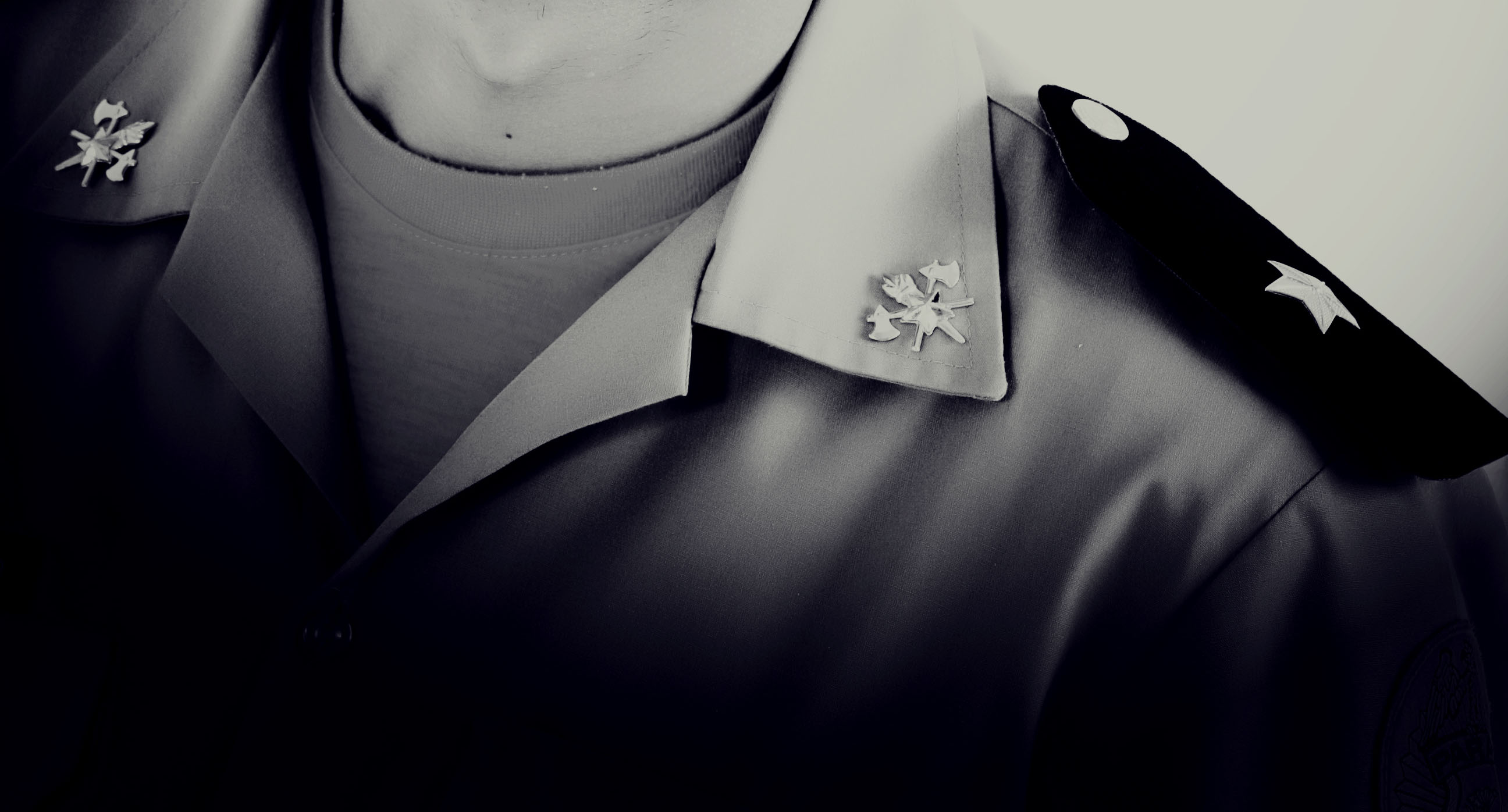
Sobreposta ao ombro, a platina com a insígnia de Aspirante a Oficial, e na extremidade da gola, o distintivo de Bombeiro Militar.

 No Brasil, além da disciplina, a hierarquia é base da organização da Polícia Militar (PM) e dos Corpos de Bombeiros Militares (CBM), compondo a cadeia de comando a ser seguida por seus integrantes. Na estrutura hierárquica dessas corporações, os diversos níveis são representados por insígnias, usadas sobrepostas aos uniformes.

## Sobre
Na PM e nos CBM dos Estados, assim como nas Forças Armadas do Brasil, os militares estão distribuídos em duas classes: oficiais, classificados por postos; e praças, classificados por graduações. Essas classes se subdividem em outras de acordo com o nível de responsabilidade e qualificação profissional. Os graus hierárquicos são basicamente os mesmos do Exército, sendo somente acrescentadas as iniciais PM e BM.

### Insígnias de grandes comandos
Em algumas corporações a insígnia de Comandante Geral já existia anteriormente a 1971, quando então ela foi abolida e regulamentados os atuais modelos pela Inspetoria Geral das Polícias Militares (IGPM). Na década de noventa elas foram reinseridas, sendo também criadas novas insígnias para outros importantes postos de comando.
As Polícias Militares Brasileiras são as únicas polícias da América Latina que não possuem em seus quadros Oficiais Generais, sendo que os Chefes das Casa Militares e Comandantes Gerais ostentam espada de Oficial General, Bastão de Comando, tratamento protocolar de Oficial General, porém não estão previstos como postos de Oficiais Generais, mesmo possuindo um efetivo maior que as Forças Armadas juntas.
- A insígnia do Comandante Geral possui relativa padronização. Na parte central da insígnia, a PM usa uma estrela de cinco pontas, e o CBM usa o distintivo de bombeiro.[2]
- As insígnias de Comando Intermediário são mais diversificadas. Basicamente são usadas pelo Chefe da Casa Militar e pelo Chefe de Estado Maior; mas também por outros postos de importância.

| Comandante Geral | Comandante Geral | Comandos Intermediários | Comandos Intermediários |
| ---------------- | ---------------- | ----------------------- | ----------------------- |
|                  |                  |                         |                         |
| PM               | CBM              | 1                       | 2                       |

- 1 - Comandante do CPC, CPI, e CCB da Polícia Militar do Paraná.
- 2 - Subcomandante do Corpo de Bombeiros Militar do Estado do Espírito Santo.

### Insígnias básicas
Na parte central das insígnias há uma estrela de cinco pontas para os oficiais da PM, e o distintivo de bombeiro para o CBM.
| Oficiais Superiores | Oficiais Superiores   | Oficiais Superiores |
| ------------------- | --------------------- | ------------------- |
|                     |                       |                     |
| Coronel PM/BM       | Tenente-coronel PM/BM | Major PM/BM         |

| Oficial Intermediário | Oficiais Subalternos   | Oficiais Subalternos  | Oficiais Subalternos |
| --------------------- | ---------------------- | --------------------- | -------------------- |
|                       |                        |                       |                      |
| Capitão PM/BM         | Primeiro-tenente PM/BM | Segundo-tenente PM/BM |                      |

| Praça Especial  | Praça            |
| --------------- | ---------------- |
|                 |                  |
| Aspirante PM/BM | Subtenente PM/BM |

Em muitos Estados os CBMs adotaram o modelo de insígnia do Corpo de Bombeiros do Rio de Janeiro, com as divisas no sentido inverso em relação às da PM. Em alguns uniformes as divisas possuem cores diferenciadas para se destacarem melhor sobre o fardamento. No vértice das divisas é sobreposto o distintivo de especialidade.
| Praças graduados da Polícia Militar            | Praças graduados da Polícia Militar | Praças graduados da Polícia Militar | Praças graduados da Polícia Militar | Praças graduados da Polícia Militar |
| ---------------------------------------------- | ----------------------------------- | ----------------------------------- | ----------------------------------- | ----------------------------------- |
|                                                |                                     |                                     |                                     |                                     |
| 1° Sargento PM/BM                              | 2° Sargento PM/BM                   | 3° Sargento PM/BM                   | Cabo PM/BM                          | Soldado 1ª Classe PM/BM             |
|                                                |                                     |                                     |                                     |                                     |
| Praças graduados do Corpo de Bombeiros Militar |                                     |                                     |                                     |                                     |

CBM com o padrão de insígnia semelhante ao da PM:

CBMMG • CBMPR • CBMSC • CBMSP • CBMBA • CBMRS
CBM com o padrão de insígnia semelhante ao do CBMERJ:

### Insígnias especiais
Existem ainda insígnias especiais para uniformes históricos, bandas de música, e também para os militares em formação. Os alunos das Academias de Polícia Militar são classificados como praças-especiais, e possuem diversificadas designações. Em algumas corporações são denominados alunos-oficiais, e em outras, cadetes. Cada corporação possui um modelo próprio de insígnia.
|   |   |   |   |
| 1 | 2 | 3 | 4 |

- 1 - Cadete da PMPR e da PMESP (cada barra representa um ano de curso).
- 2 - Aluno-oficial da PMERJ (cada estrela representa um ano de curso).
- 3 - Cadete do CBMAP (cada barra representa um ano de curso).
- 4 - Soldado 2ª Classe[3] da PMSC.

### Particularidades
Após a Constituição de 1988, algumas corporações realizaram modificações em suas estruturas, abolindo alguns graus hierárquicos.
Brigada Militar do Rio Grande do Sul
Foi abolido o Segundo Tenente e o Aspirante a Oficial; sendo o posto preenchido pelos Primeiros Sargentos, que após concurso interno, os que obtiverem êxito serão promovido diretamente ao posto de Primeiro Tenente (CBAPM).
Foi abolido também os postos de Cabo e Terceiro Sargento; sendo que ainda existem alguns Terceiro Sargentos na ativa, porém em processo de extinção. Futuramente a única forma de um Soldado ser promovido será a aprovação no curso de habilitação a graduação de Segundo Sargento (CTSP) ou por ato de bravura. Existe o Aluno Oficial, com a denominação de Cadete; o qual realiza curso com duração de dois anos (Curso Superior de Polícia Militar - CSPM), que lhe dá o direito ao posto de Capitão. Entretanto, o candidato deve possuir bacharelado em Ciências Jurídicas ou Sociais, e possuir Carteira Nacional de Habilitação, Categoria B.
Polícia Militar do Estado da Bahia
Em 2001 foi suprimido o Segundo Tenente, o Aspirante a Oficial, o Segundo e Terceiro Sargento, o Cabo, e o Soldado 2ª Classe. Recentemente foi reativado o Aspirante a Oficial, o Subtenente, e o Cabo.
Polícia Militar do Estado do Tocantins
Em 2000 foi abolido o posto de Segundo Tenente. O Aspirante a Oficial, após realizar o período de estágio, e o Subtenente, através do Curso de Habilitação de Oficial de Administração, eram ambos promovidos diretamente ao posto de Primeiro Tenente. Também foram abolidos as graduações de 3° e 2° sargentos, sendo que o praça após chegar a graduação de cabo era promovido a 1° sargento. No ano de 2012 o posto e graduações retornaram à hierarquia da PMTO.